# 甘氨酸
甘氨酸（简写为Gly或G），即胺基乙酸，是20个蛋白氨基酸中分子量最小的一个。它是白色或浅黄色晶体，易溶于水，有甜味。甘氨酸的侧键是一个氢原子。甘氨酸的α碳连接两个氢原子，無不對稱碳，故无旋光异构体。由于甘氨酸的侧键非常小，它可以占据其它氨基酸无法占据的空间，比如作为胶原螺旋内的氨基酸。
在一些蛋白质中（比如细胞色素、肌红蛋白和血红蛋白）它随着进化的演变变化相当小，因为假如一个比较大的氨基酸取代它的话整个蛋白质的结构就会变化，所以在蛋白質裡甘氨酸一般都在固定的位置，反而不會被其他氨基酸所取代。
大多数蛋白质只含少量甘氨酸，膠原蛋白是一个重要的例外，它含三分之一的甘氨酸。

## 特性

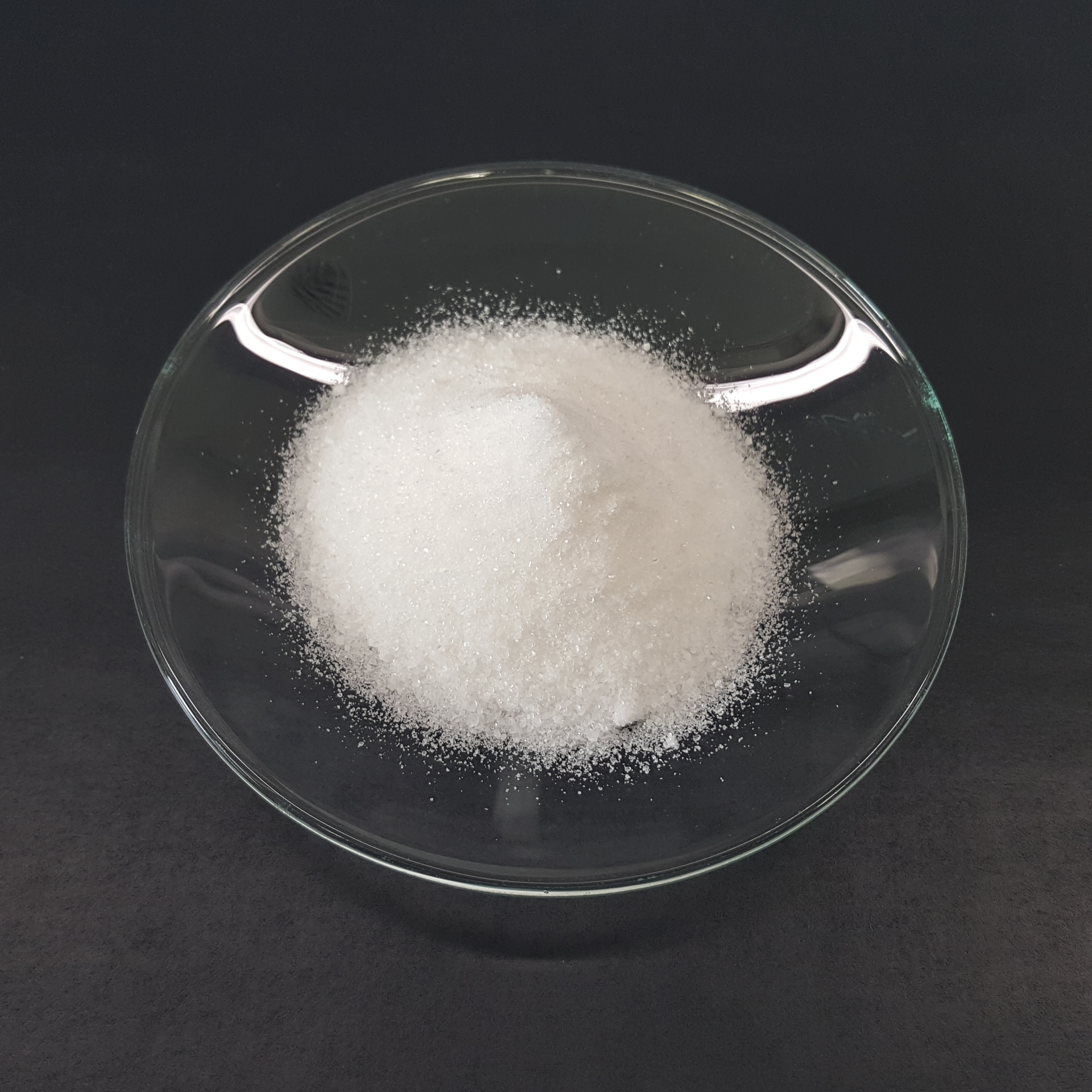
甘氨酸是白色結晶固體

甘氨酸的水溶性非常好，20℃时每升水中可以溶解225克甘氨酸。

## 合成

甘胺酸未解離型態和兩性離子型態的平衡.

甲醛、氰化氢和水可以合成甘氨酸：
{\displaystyle \mathrm {HCHO+HCN+H_{2}O\rightarrow H_{2}N{-}CH_{2}{-}COOH} }

## 生物合成
甘氨酸為非必需胺基酸，因為它在體內可由絲氨酸合成，而絲氨酸又來自3-磷酸甘油酸，但甘氨酸生物合成的代謝能力並不能滿足膠原合成的需要。

## 化学性质
甘氨酸因为含有羧基，所以水溶液呈酸性，可以用pH试纸测出来。它又能与碱发生中和反应，因此可以测出它的羧基数目。甘氨酸可以与氧气发生燃烧，生成氮气、二氧化碳、水，它们都是氨基酸组成元素的最稳定氧化物。因为其中含有氮，所以可以从甘氨酸中提取氨气。
甘氨酸常出现在肽链中的β折叠。

## 生理作用
在中枢神经系统，尤其是在脊椎裡，甘氨酸是一个抑制性神经递质。假如甘氨酸受体被激活，氯离子通过离子接受器进入神经细胞导致抑制性突触后电位。马钱子碱是这些离子接受器的拮抗物。在鼠体内其LD50指标为0.96毫克/千克体重，死因是超兴奋性。在中枢神经系统中甘氨酸与穀氨酸同是激动剂。
生物可以在细胞内自己合成甘氨酸。

## 太空中
1994年伊利诺大学的一个天文学家组称他们在太空中发现了甘氨酸分子。但后来的分析发现这个发现无法证实。2003年國立台灣師範大學的管一政與Steve Charnley使用射电望远镜在三个星际物质中发现了27条甘氨酸的光谱。电脑模拟和实验室裡的试验证明含简单有机分子的冰可能可以在紫外线的照射下形成甘氨酸。
2004年10月的详细研究证明在所提到的三个星际物质中无法找到甘氨酸的迹象。
假如的确能够在太空中找到甘氨酸的话并不说明地球以外的确有生命，但它说明在星际物质中可以形成氨基酸，它也可以作为有生源说的一个间接支持。

## 延伸閱讀
- Kuan YJ, Charnley SB, Huang HC,  et al. . Astrophys J. 2003, 593 (2): 848–867. Bibcode:2003ApJ...593..848K. doi:10.1086/375637.
- Rachel Nowak. .   [2007-07-01]. （原始内容存档于2004-12-13）.

## 外部連結
- Glycine MS Spectrum （页面存档备份，存于）
- Glycine （页面存档备份，存于） at PDRHealth.com
- Glycine cleavage system
- Glycine Therapy - A New Direction for Schizophrenia Treatment?
- . ScienceDaily. 27 March 2008  [2018-01-31]. （原始内容存档于2012-03-11）.
- Guochuan E. Tsai. . Psychiatric Times. 1 December 2008, 25 (14)  [2018-01-31]. （原始内容存档于2012-10-03）.
- ChemSub Online (Glycine) （页面存档备份，存于）.
- NASA scientists have discovered glycine, a fundamental building block of life, in samples of comet Wild 2 returned by NASA's Stardust spacecraft. （页面存档备份，存于）
- 甘胺酸的秘密你知道嗎？助眠只是眾多好處之一 （页面存档备份，存于） （中文）